# Armoiries de la Norvège
Les armoiries de la Norvège sont décrites ainsi : « De gueules, au lion couronné d'or, tenant dans ses pattes une hache d'argent emmanchée aussi d'or ».
La couleur des armes est connue depuis 1220, date à laquelle la saga des rois de Norvège (Heimskringla) a été écrite.
Le lion est utilisé par les rois de Norvège en tant que symbole depuis le règne de Magnus VI.
C'est à son successeur Erik II que l'on doit l'ajout de la couronne et de la hache de St. Olaf II de Norvège.
Depuis, les armoiries royales n'ont subi que de légères variations dans leur représentation, la composition restant la même. Pendant l'union avec le royaume du Danemark depuis 1450, la hache de saint Olaf a progressivement été transformé en une hallebarde.
En 1844, les armes royales devinrent également les armes nationales, et la hache courte a été restauré.

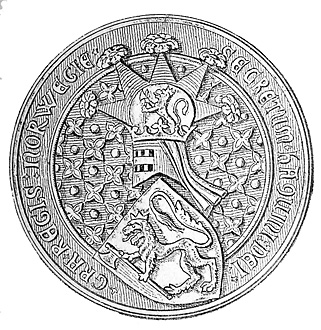
Sceau de Håkon V de Norvège (règne de 1299 - 1319).
Armoiries de la Norvège sur un portail d'honneur érigé en Trondheim au cours de la visite royale en 1733. Le manche de la hache a la forme courbée utilisée à partir de c 1500 jusqu'en 1844.
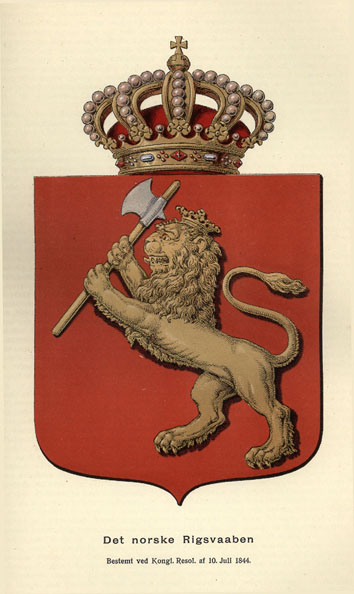
Armoiries de la Norvège autorisé par ordre royal en conseil le 10 juillet 1844.
Armoiries de la Norvège, presque comme le dessin officiel autorisé par ordre royal en conseil en 1844.
Armoiries des rois Oscar I et Charles XV jamais utilisées en Norvège[1].
Armoiries du roi Oscar II jamais utilisées en Norvège[1].
Armoiries de la Norvège autorisé par ordre royal en conseil le 14 décembre 1905.
Armoiries jamais utilisées en Norvège, illustration spéculative de l'encyclopédie danoise Salmonsen 1924.
Armoiries de l'État norvégien adopté en 1937.
Armoiries royales de la Norvège depuis 1905.